# Сражение при Амбуре
Сражение при Амбуре (фр. Bataille d'Ambour) — первое сражение Второй Карнатикской войны.

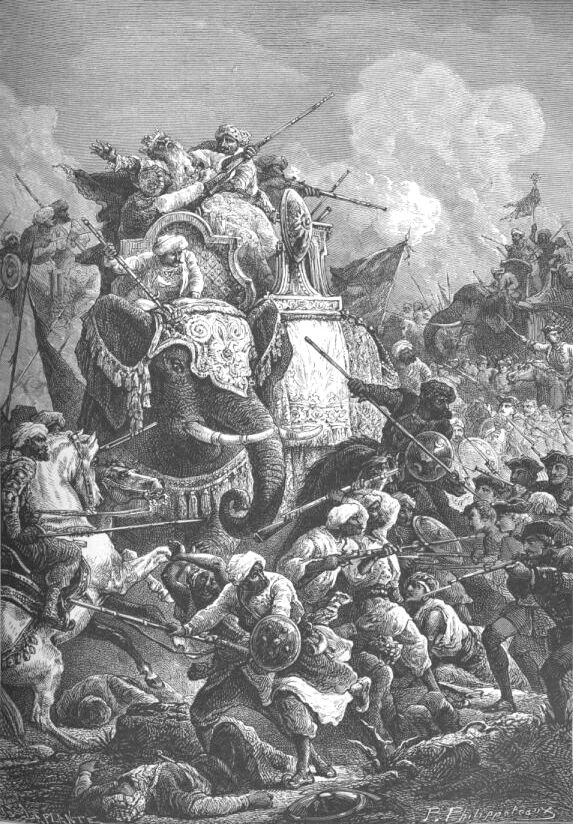
Сражение при Амбуре. Гравюра

После окончания Первой Карнатикской войны Чанда Сахиб ввязался в распри между наследниками на трон княжества Хайдарабад, приняв сторону одного из претендентов — Музаффара Джанга. Он собрал свою собственную армию из 3500 человек и получил 400 французских пехотинцев от французского генерал-губернатора Индии Дюплекса. У Музаффара Джанга было 30 000 человек. Вместе они двинулись к Аркоту, столице Карнатика, стремясь устранить его наваба Анвар-уд-дина, который поддерживал притязания Насира Джанга на трон Хайдарабада. 3 августа 1749 года у деревни Амбур объединённая армия встретилась с войсками Анвар-уд-дина. Аркотский наваб привел с собой почти 20 тысяч человек, в его распоряжении было 200 пушек и несколько сот слонов. 
Увидев противника, д’Отейль, командир французского контингента, приказал немедленно его атаковать. Французские пехотинцы бросились в атаку, но попали в болото и отступили. Д’Отейль повел солдат во второй раз, но опять безрезультатно, к тому же его ранила шальная пуля. Его заменил капитан Бюсси. Он сумел подвести французских солдат и сипаев вплотную к войскам Анвар-уд-дина. После первого залпа аркотские воины начали отступать. Наваб в ярости пустил своего слона на бегущих и стал их топтать, осыпая проклятьями. Его узнали, открыли стрельбу, и вскоре смертельно раненный Анвар-уд-дин упал под ноги собственного слона. Это означало конец битвы, выигранной благодаря военной тактике французов. Во время битвы Музаффар Джанг и Чанда Сахиб не спешили бросать свои собственные войска в бой.
Французы потеряли всего 12 солдат и 200 сипаев. Войска наваба почти все сдались. Сыну Анвар-уд-дина Мухаммаду Али-хану удалось бежать с небольшой свитой.
Победа при Амбуре дала французской Ост-Индской компании дополнительные территории. Музаффар Джанг утвердил её власть над городком Бахур, расположенном неподалеку от Пондишери. Чанда Сахиб был провозглашен навабом Карнатика. 